# Salvador de Zapardiel
Salvador de Zapardiel – gmina w Hiszpanii, w prowincji Valladolid, w Kastylii i León, o powierzchni 26,32 km². W 2011 roku gmina liczyła 151 mieszkańców.